# Campionato asiatico maschile di pallacanestro 2007
Il 24º Campionato Asiatico Maschile di Pallacanestro FIBA (noto anche come FIBA Asia Championship 2007) si è svolto in Giappone, nella città di Tokushima, dal 28 luglio al 5 agosto 2007.
I Campionati asiatici maschili di pallacanestro sono una manifestazione biennale tra le squadre nazionali del continente, organizzata dalla FIBA Asia.

## Qualificazioni olimpiche
La squadra campione d'Asia è ammessa di diritto alle Olimpiadi di Pechino 2008 insieme alla Cina presente in quanto paese ospitante. Inoltre le migliori due squadre, esclusa la Cina, acquisiscono il diritto a partecipare al Torneo di Qualificazione Olimpica, dove si confrontano con quattro nazionali europee, tre americane, due africane e una oceanica.

## Squadre partecipanti
| Girone A - Cina - Iran - Giordania - Filippine | Girone B - Libano - Giappone - Kuwait - Emirati Arabi Uniti | Girone C - Qatar - India - Kazakistan - Indonesia | Girone D - Corea del Sud - Taipei cinese - Siria - Hong Kong |

## Sedi delle partite
| Gruppo                                    | Città     | Impianto |
| ----------------------------------------- | --------- | -------- |
| A/B/C/D/Secondo Turno/Semifinali e Finali | Tokushima | -        |

## Gironi di qualificazione

### Gruppo A
| Squadra      | P | V | P | PF  | PS  | Dif |
| ------------ | - | - | - | --- | --- | --- |
| 1. Iran      | 6 | 3 | 0 | 212 | 191 | +21 |
| 2. Giordania | 5 | 2 | 1 | 216 | 201 | +15 |
| 3. Filippine | 4 | 1 | 2 | 224 | 233 | -9  |
| 4. Cina      | 3 | 0 | 3 | 207 | 234 | -27 |

| 28 luglio 2007 |           |         |
| Cina           | Giordania | 65 - 78 |
| Iran           | Filippine | 75 - 69 |
| 29 luglio 2007 |           |         |
| Filippine      | Cina      | 79 - 74 |
| Giordania      | Iran      | 54 - 60 |
| 30 luglio 2007 |           |         |
| Iran           | Cina      | 77 - 68 |
| Filippine      | Giordania | 76 - 84 |

### Gruppo B
| Squadra                | P | V | P | PF  | PS  | Dif  |
| ---------------------- | - | - | - | --- | --- | ---- |
| 1. Giappone            | 6 | 3 | 0 | 287 | 181 | +106 |
| 2. Libano              | 5 | 2 | 1 | 277 | 200 | +77  |
| 3. Emirati Arabi Uniti | 4 | 1 | 2 | 199 | 283 | -84  |
| 4. Kuwait              | 3 | 0 | 3 | 175 | 274 | -99  |

| 28 luglio 2007      |                     |          |
| Emirati Arabi Uniti | Giappone            | 66 - 109 |
| Libano              | Kuwait              | 104 - 59 |
| 29 luglio 2007      |                     |          |
| Kuwait              | Emirati Arabi Uniti | 68 - 69  |
| Giappone            | Libano              | 77 - 67  |
| 30 luglio 2007      |                     |          |
| Emirati Arabi Uniti | Libano              | 64 - 106 |
| Giappone            | Kuwait              | 101 - 48 |

### Gruppo C
| Squadra       | P | V | P | PF  | PS  | Dif  |
| ------------- | - | - | - | --- | --- | ---- |
| 1. Qatar      | 6 | 3 | 0 | 268 | 163 | +105 |
| 2. Kazakistan | 5 | 2 | 1 | 273 | 203 | +70  |
| 3. India      | 4 | 1 | 2 | 195 | 269 | -74  |
| 4. Indonesia  | 3 | 0 | 3 | 164 | 265 | -101 |

| 28 luglio 2007 |            |          |
| Qatar          | India      | 106 - 49 |
| Kazakistan     | Indonesia  | 107 - 53 |
| 29 luglio 2007 |            |          |
| India          | Kazakistan | 74 - 98  |
| Indonesia      | Qatar      | 45 - 86  |
| 30 luglio 2007 |            |          |
| India          | Indonesia  | 72 - 66  |
| Kazakistan     | Qatar      | 69 - 76  |

### Gruppo D
| Squadra          | P | V | P | PF  | PS  | Dif |
| ---------------- | - | - | - | --- | --- | --- |
| 1. Corea del Sud | 6 | 3 | 0 | 281 | 216 | +65 |
| 2. Taipei cinese | 5 | 2 | 1 | 269 | 232 | +37 |
| 3. Hong Kong     | 4 | 1 | 2 | 252 | 305 | -53 |
| 4. Siria         | 3 | 0 | 3 | 245 | 283 | -38 |

| 28 luglio 2007 |               |           |
| Corea del Sud  | Hong Kong     | 107 - 67  |
| Siria          | Taipei cinese | 66 - 90   |
| 29 luglio 2007 |               |           |
| Hong Kong      | Siria         | 104 - 100 |
| Taipei cinese  | Corea del Sud | 70 - 95   |
| 30 luglio 2007 |               |           |
| Taipei cinese  | Hong Kong     | 98 - 81   |
| Siria          | Corea del Sud | 78 - 89   |

## Quarti di Finale
Le prime due classificate nella fase preliminare a gironi accedono al secondo turno a gironi per le qualificazioni per la fase finale. Le ultime due di questi gironi accedono alla qualificazione per i posti dal5° all'8°.
Le ultime due classificate nella fase preliminare a gironi accedono al secondo turno a gironi per le qualificazioni dal 9º al 16º posto.

### Gruppo E
| Squadra          | P | V | P | PF  | PS  | Dif |
| ---------------- | - | - | - | --- | --- | --- |
| 1. Libano        | 6 | 3 | 0 | 267 | 192 | +75 |
| 2. Iran          | 5 | 2 | 1 | 231 | 233 | -2  |
| 3. Qatar         | 4 | 1 | 2 | 242 | 259 | -17 |
| 4. Taipei cinese | 3 | 0 | 3 | 202 | 258 | -56 |

| 31 luglio 2007 |               |         |
| Iran           | Taipei cinese | 76 - 74 |
| Qatar          | Libano        | 68 - 90 |
| 1º agosto 2007 |               |         |
| Taipei cinese  | Libano        | 64 - 95 |
| Qatar          | Iran          | 87 - 95 |
| 2 agosto 2007  |               |         |
| Qatar          | Taipei cinese | 87 - 74 |
| Iran           | Libano        | 60 - 82 |

### Gruppo F
| Squadra          | P | V | P | PF  | PS  | Dif |
| ---------------- | - | - | - | --- | --- | --- |
| 1. Kazakistan    | 5 | 2 | 1 | 241 | 240 | +1  |
| 2. Corea del Sud | 5 | 2 | 1 | 236 | 223 | +13 |
| 3. Giappone      | 4 | 1 | 2 | 239 | 254 | -15 |
| 4. Giordania     | 4 | 1 | 2 | 215 | 214 | +1  |

| 31 luglio 2007 |               |         |
| Giordania      | Corea del Sud | 65 - 70 |
| Giappone       | Kazakistan    | 85 - 93 |
| 1º agosto 2007 |               |         |
| Kazakistan     | Giordania     | 73 - 82 |
| Giappone       | Corea del Sud | 83 - 93 |
| 2 agosto 2007  |               |         |
| Kazakistan     | Corea del Sud | 75 - 73 |
| Giordania      | Giappone      | 68 - 71 |

## Fase ad eliminazione diretta
|  | Semifinali    | Semifinali    | Semifinali |      |        | Finale             | Finale             | Finale             |  |
|  |               |               |            |      |        |                    |                    |                    |  |
|  | Libano        | Libano        | 76         |      |        |                    |                    |                    |  |
|  | Libano        | Libano        | 76         |      |        |                    |                    |                    |  |
|  | Corea del Sud | Corea del Sud | 74         |      |        |                    |                    |                    |  |
|  | Corea del Sud | Corea del Sud | 74         |      | Libano | Libano             | 69                 |                    |  |
|  |               |               |            |      | Libano | Libano             | 69                 |                    |  |
|  |               |               | Iran       | Iran | 74     |                    |                    |                    |  |
|  | Iran          | Iran          | Iran       | Iran | 74     | 75                 |                    |                    |  |
|  | Iran          | Iran          |            |      |        | 75                 |                    |                    |  |
|  | Kazakistan    | Kazakistan    | 62         |      |        | Finale Terzo Posto | Finale Terzo Posto | Finale Terzo Posto |  |
|  | Kazakistan    | Kazakistan    | 62         |      |        |                    |                    |                    |  |
|  |               |               |            |      |        |                    |                    |                    |  |
|  |               |               |            |      |        | Corea del Sud      | Corea del Sud      | 80                 |  |
|  |               |               |            |      |        | Corea del Sud      | Corea del Sud      | 80                 |  |
|  |               |               |            |      |        | Kazakistan         | Kazakistan         | 76                 |  |

### Dal 5º all'8º posto
|  | Semifinali    | Semifinali    | Semifinali    |               |           | Finale Quinto Posto  | Finale Quinto Posto  | Finale Quinto Posto  |  |
|  |               |               |               |               |           |                      |                      |                      |  |
|  | Qatar         | Qatar         | 67            |               |           |                      |                      |                      |  |
|  | Qatar         | Qatar         | 67            |               |           |                      |                      |                      |  |
|  | Giordania     | Giordania     | 77            |               |           |                      |                      |                      |  |
|  | Giordania     | Giordania     | 77            |               | Giordania | Giordania            | 97                   |                      |  |
|  |               |               |               |               | Giordania | Giordania            | 97                   |                      |  |
|  |               |               | Taipei cinese | Taipei cinese | 74        |                      |                      |                      |  |
|  | Taipei cinese | Taipei cinese | Taipei cinese | Taipei cinese | 74        | 85                   |                      |                      |  |
|  | Taipei cinese | Taipei cinese |               |               |           | 85                   |                      |                      |  |
|  | Giappone      | Giappone      | 80            |               |           | Finale Settimo Posto | Finale Settimo Posto | Finale Settimo Posto |  |
|  | Giappone      | Giappone      | 80            |               |           |                      |                      |                      |  |
|  |               |               |               |               |           |                      |                      |                      |  |
|  |               |               |               |               |           | Qatar                | Qatar                | 86                   |  |
|  |               |               |               |               |           | Qatar                | Qatar                | 86                   |  |
|  |               |               |               |               |           | Giappone             | Giappone             | 82                   |  |

## Classifica finale
| Campione d'Asia | Campione d'Asia     | Campione d'Asia | Campione d'Asia |
| --- | ------------------- | --- | --------------- |
| Iran 4 Doraghi, 5 Amini, 6 Davari, 7 Kamrani, 8 A. Bahrami, 9 Akbari, 10 Afagh, 11 Rouzbahani, 12 Sahakian, 13 Nabipour, 14 S. Bahrami, 15 Haddadi, All. Rajko Toroman |                     | |                 |
| Pos. | Squadra             | Formazione |                 |
| | Libano              | Libano4 Abdel-Nour, 5 Tawbe, 6 Mahmoud, 7 Fahed, 8 el-Turk, 9 Balaa, 10 Samaha, 11 Vogel, 12 Fakhreddine, 13 Beshara, 14 Mneimneh, 15 el-Khatib, All. Dragan Raca                     |                 |
| | Corea del Sud       | Corea del Sud4 Ha, 5 Sin, 6 Yang D., 7 Kang, 8 Kim J., 9 Yun, 10 Kim D., 11 Kim S., 12 Yang H., 13 Cha, 14 Lee, 15 Kim M., All. Choe Bu-yeong                                         |                 |
| 4. | Kazakistan          | Kazakistan4 Nečaev, 5 Birjulin, 6 Skornjakov, 7 Evstigneev, 8 Voejkov, 9 Tjutjunik, 10 Gavrilov, 11 Ponomarëv, 12 Isakov, 13 Jargaliev, 14 Špecht, 15 Korovnikov, All. -              |                 |
| 5. | Giordania           | Giordania4 al-Najjar, 5 Wright, 6 Z. Abbas, 7 al-Awadi, 8 Kamel, 9 Soobzokov, 10 Daghles, 11 al-Sous, 12 Bashir, 13 al-Khas, 14 I. Abbas, 15 Idais, All. Mário Palma                  |                 |
| 6. | Taiwan              | Taiwan4 Chen S., 5 Hsu, 6 Lee H., 7 Wu, 8 Tseng, 9 Yang, 10 Yueh, 11 Lee C., 12 Lin C., 13 Chen H., 14 Lu, 15 Lin Y., All. -                                                          |                 |
| 7. | Qatar               | Qatar4 al-Nasr, 5 Ma. Abdullah, 6 Ali, 7 Mousa, 8 Suliman, 9 Turki, 10 Musa, 11 Saeed, 12 Mo. Abdullah, 13 Mohammed, 14 Zaidan, 15 Salem, All. -                                      |                 |
| 8. | Giappone            | Giappone4 Kawamura, 5 Yamada, 6 Sakurai, 7 Sako, 8 Kashiwagi, 9 Orimo, 10 K. Takeuchi, 11 Amino, 12 Igarashi, 13 Aono, 14 Sakuragi, 15 J. Takeuchi, All. Kimikazu Suzuki              |                 |
| 9. | Filippine           | Filippine4 Caguioa, 5 Seigle, 6 Alapag, 7 Hontiveros, 8 Taulava, 9 Williams, 10 Norwood, 11 Pennisi, 12 Raymundo, 13 Helterbrand, 14 Ritualo, 15 Menk, All. Chot Reyes                |                 |
| 10. | Cina                | Cina4 Han, 5 Yang, 6 Bian, 7 Chen L., 8 Chen C., 9 Yi, 10 Wang Y., 11 Wang B., 12 Li, 13 Wu, 14 Gu, 15 Zhang, All. De Jiang Adijiang                                                  |                 |
| 11. | Siria               | Siria4 al-Katib, 5 Hadad Zouhir, 6 Madanly, 7 al-Saman, 8 Abo Ulkarim, 9 Adb Allah, 10 Lubus, 11 Hasaballah, 12 Daks, 13 Lutfi, 14 Kasballi, 15 Yakoub, All. -                        |                 |
| 12. | Indonesia           | Indonesia4 Cokorda, 5 Poediakesuma, 6 Julius Ahmad, 7 Prihantono, 8 Ekayana, 9 Sondakh, 10 Wuysang, 11 Tiara, 12 Indrajaya, 13 Gunawan, 14 Situmorang, 15 Jati, All. -                |                 |
| 13. | Hong Kong           | Hong Kong4 Siu, 5 Lo, 6 Li K., 7 Lee, 8 Li W., 9 Chan, 10 Wu, 11 Poon, 12 Fong, 13 Wong, 14 Law, 15 Tam, All. -                                                                       |                 |
| 14. | Kuwait              | Kuwait4 Saeed, 5 al-Rabah, 6 al-Tabakh, 7 al-Mutairi, 8 al-Brahim, 9 al-Rabah, 10 al-Khabbaz, 11 Hasan, 12 Ashkanani, 13 al-Rabah, 14 Mohammad, 15 Mubarak, All. -                    |                 |
| 15. | India               | India4 Kadam, 5 D. Singh, 6 Mukkanniyil, 7 Raj, 8 Krishnasamy, 9 Kumar, 10 Padavetiyil, 11 Yadav, 12 Rai, 13 Uddin, 14 Ravindran, 15 J. Singh, All. -                                 |                 |
| 16. | Emirati Arabi Uniti | Emirati Arabi Uniti4 Ahmad, 5 Alsalmin, 6 Alajmani, 7 Haji, 8 Khalfan, 9 Albalooshi, 10 Alsuwaidi, 11 Alnuaimi, 12 Alzaabi, 13 Ibrahim, 14 Alhattawi, 15 Abdalla, All. Zoran Zupčević |                 |

## Squadre qualificate alle Olimpiadi
- Iran
- Cina (Paese ospitante)

Il  Libano e la  Corea del Sud dovranno disputare il torneo di qualificazione olimpica nel 2008 per accedere al torneo olimpico di Pechino 2008.

## Statistiche
Dati aggiornati al 5 agosto 2007, fine della manifestazione

### Generali
- Totale partite disputate: 60
- Totale punti segnati: 9422
- Totale assist effettuati: 1128
- Totale stoppate eseguite: 169